# 饶州 (辽朝)
饶州，中国辽朝时设置的州。
辽太祖年间，辽国设置永州，匡义军节度使。将渤海国遗民迁居到饶州。下辖长乐县（治所，今内蒙古林西县东南77里双井店乡），辽太祖天显元年（926年），设置临河县（治今内蒙古林西县东南61里双井店乡）、安民县（今内蒙古克什克腾旗东138里土城子镇）归属饶州。金朝年间废除饶州。